# シェリー・マーテル
シェリー・マーテル（"Sensational" Sherri Martel、本名：Sherri Russell、1958年2月8日 - 2007年6月15日）は、アメリカ合衆国の女子プロレスラーおよびマネージャー。ルイジアナ州ニューオーリンズ出身。
選手としては1980年代にAWAやWWFの女子王座を獲得。マネージャーでは主にヒールのポジションに回り、WWFではランディ・サベージやショーン・マイケルズ、WCWではリック・フレアーやブッカー・Tなどのトップスターを担当した。後年のWWEにおけるディーヴァの礎を築いた人物である。

## 来歴

### 初期 / AWA
少女時代はサーカスのピエロになろうと家出をしたこともあるが、ビル・ワットらが運営していた地元ミッドサウス・エリア（ルイジアナ、ミシシッピ、オクラホマ地区）のプロレスを見てプロレスラーになることを決意。ナイトクラブで働きながらプロレスラーのブッチ・ムーアのトレーニングを受け、1979年にはファビュラス・ムーラのレスリング・スクールに入門。1980年にデビューする。ジェリー・ジャレットが主宰していたメンフィスのCWAなどでキャリアを積み、1982年1月には全日本女子プロレスに初来日。大阪府立体育館にてジュディ・マーチンと組み、ミミ萩原&大森ゆかりのWWWA世界タッグ王座に挑戦している。

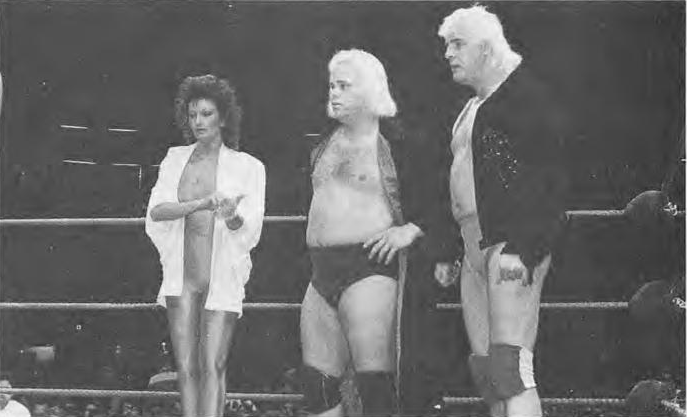
左からマーテル、ローズ、サマーズ（1986年）

1985年9月28日よりバーン・ガニアのAWAに登場、デビュー戦でキャンディ・デバインを破りAWA女子王座を獲得した。1986年からは男性ヒールのマネージャーも兼任し、バディ・ローズとダグ・サマーズの金髪コンビと結託、ミッドナイト・ロッカーズ（マーティ・ジャネッティ&ショーン・マイケルズ）とのAWA世界タッグ王座を巡る抗争を指揮した。女子王者としての活動も並行させ、1987年5月2日に開催された "AWA SuperClash II" ではメデューサ・ミセリーの挑戦を退けている。王者時代はジャパン女子プロレスにも来日しており、ジャッキー佐藤や神取忍を相手に防衛戦を行った。なお、同時期にスーパー・ニンジャのリングネームでAWAに遠征していた高野拳磁とは同じアパートに住んでいたという。

### WWF
1987年下期より、ジェシー・ベンチュラの仲介でWWFに移籍。当初はベビーフェイスとして登場し、7月24日のデビュー戦で師でもあるファビュラス・ムーラからWWF女子王座を奪取、以降1988年10月7日にロッキン・ロビンに敗れるまで、1年以上に渡って同王座を保持した。
その間にヒールに転向し、1988年初頭にホンキー・トンク・マンの恋人役、ペギー・スー（Peggy Sue）に変身。このネーミングはホンキーのギミックに合わせ1950年代のロックンロールの曲名から付けられたもので、コスチュームもフィフティーズ調だった。
以降は本格的に男性レスラーのマネージャーを務めるようになり、1989年のレッスルマニアV以降はエリザベスとの決別でヒールターンした"マッチョマン" ランディ・サベージと合体。センセーショナル・シェリー（Sensational Sherri）の名前で毒々しいメーキャップを施し、ハルク・ホーガン&エリザベスとの熾烈な抗争を展開する。同年9月にサベージがジム・ドゥガンを破りマッチョ・キングを名乗るようになってからは、自身もクイーン・シェリー（Sensational Queen Sherri）と改名し、サベージとの "キング&クイーン" として悪名を轟かせた。
1990年4月13日には東京ドームで行われた日米レスリングサミットに来日。サベージ対天龍源一郎戦のセコンドに付き、サベージを援護射撃して試合を盛り上げた。試合中、彼女の騒々しさに業を煮やしたゲスト・アナウンサーの徳光和夫と一触即発の状態にもなっている。
1991年3月24日のレッスルマニアVIIでサベージがアルティメット・ウォリアーとの敗者引退マッチに敗れると、サベージを見限って"ミリオンダラー・マン" テッド・デビアスと合体。100万ドルに目がくらんだ悪女となり、ロディ・パイパーやバージルとの抗争に介入した。
1992年からはAWA時代以来の盟友でもあるショーン・マイケルズのヒールターンに伴い、若いツバメの姐さん的な存在となって年下のマイケルズと合体。マーティ・ジャネッティとのロッカーズを解散し、"ボーイ・トーイ" の新キャラクターでシングル転向を果たしたマイケルズの売り出しにおいて重要な役割を担う（マイケルズのテーマ曲『Sexy Boy』の1stバージョンはシェリーがボーカルを担当していた）。同年夏には"ザ・モデル" リック・マーテルとの浮気アングルもあったが、インターコンチネンタル王座を巡るマイケルズとブレット・ハートの初期抗争にも関わり、マイケルズのヒール人気を醸成させた。
1993年、マイケルズが前パートナーのマーティ・ジャネッティに急襲された際にシェリーを盾に使ったことで、彼との関係に亀裂が生じベビーフェイスに転向。ジャネッティやタタンカなど、マイケルズの抗争相手のセコンド役を買って出ることもあった。同年はWWFの提携団体だったジェリー・ローラーのUSWAにも転戦し、レスラーとしてミス・テキサスと対戦している。また、USWAではローラー対ランディ・サベージの抗争にも介入し、サベージとのコンビを一時的に復活させた。その後、ルナ・バションとの抗争を経て、1993年夏にWWFを退団した。

### WCW
WWF離脱後はジム・コルネットのスモーキー・マウンテン・レスリングやポール・ヘイマンのECWを経て（この間、タミー・リン・シッチやマリア・ホサカと抗争）、1994年にセンシュアス・シェリー（Sensuous Sherri）の名前でWCWに登場。リック・フレアーのマネージャーとなり、同時期にWCWに移籍してきたハルク・ホーガンやスティングとの抗争をサポートした。
その後、シスター・シェリー（Sister Sherri）と名乗り黒人タッグチームのハーレム・ヒート（スティービー・レイ&ブッカー・T）を担当、彼らをWCW世界タッグ王者に導いた。1995年末にはハーレム・ヒートのライバルチームだったディック・スレーター&バンクハウス・バックのマネージャー、カーネル・ロバート・パーカーとの恋愛アングルが組まれ、1996年1月23日の "Clash of the Champions XXXII" にて結婚式も執り行われるが、メデューサの乱入で式はぶち壊しになり、以降はレスラーとしてメデューサとの抗争を展開した。
ハーレム・ヒートのマネージメントも継続させ、1996年下期からはnWoのジ・アウトサイダーズ（ケビン・ナッシュ&スコット・ホール）とのタッグ抗争にも介入。1997年にはフォー・ホースメンのマネージャーだったデブラ（2000年にストーン・コールド・スティーブ・オースチンと結婚し、後に離婚したデブラ・マーシャル）とのキャットファイトも行うが、同年夏、エリック・ビショフとの軋轢がもとでWCWを離脱する。
なお、1995年初頭には貴族ギミックのブルー・ブラッズ（ロード・スティーブン・リーガル&ジャン＝ポール・レベック）のマネージャーになるというストーリーも企画されたが、レベックのWWF移籍により実現しなかった。

### 晩年
1990年代後半からはインディー団体を中心に活動。1999年5月には、ミネソタのAWAスーパースターズ・オブ・レスリングが新設したAWA女子王座の初代チャンピオンに認定された。2000年は短期間WCWに復帰し、メデューサやモナと試合を行っている。
2002年7月12日にはWWEの下部団体OVWに出場、ロブ・コンウェイのマネージャー役を務め、ビクトリアと争う。2005年3月24日のスマックダウンでは、レッスルマニア21に向けてのショーン・マイケルズ対カート・アングルのプロモーションにおいて久々にWWEへ登場、リング上でアングルとスキットを演じた。2006年4月1日、WWE殿堂に迎えられている。同年9月21日にはTNAにも登場した。
2007年6月15日、過失による過量投薬のためアラバマ州バーミングハムの母親の自宅で死去。49歳没。晩年は腰痛に悩まされ、オキシコドンによる薬物治療を行っていた（前年、腰痛の悪化によりROHからの出演オファーを断っている）。葬儀にはブッカー・Tとシャーメル、マイケルズ、ジャネッティ、メデューサ、ジェイク・ロバーツなど、かつての仲間たちが参列した。

## 得意技
- スリーパーホールド
- 鉄板入りハンドバッグ攻撃

## 獲得タイトル
アメリカン・レスリング・アソシエーション
- AWA女子王座：3回 [5]

AWAスーパースターズ・オブ・レスリング
- AWA女子王座（AWAスーパースターズ版）：1回 [19]

ワールド・レスリング・フェデレーション / ワールド・レスリング・エンターテインメント
- WWF女子王座：1回 [8]
- WWE殿堂：2006年度（インダクターはテッド・デビアス）

## 担当選手
- バディ・ローズ
- ダグ・サマーズ
- ケビン・ケリー
- ニック・キニスキー
- ホンキー・トンク・マン
- ランディ・サベージ
- ゼウス（英語版）
- テッド・デビアス
- ショーン・マイケルズ
- タタンカ
- テリー・ファンク
- シェーン・ダグラス
- ケビン・サリバン
- ジェイク・ロバーツ
- リック・フレアー
- ハーレム・ヒート（スティービー・レイ & ブッカー・T）
- バディ・ランデル
- トレイシー・スマザーズ
- イアン・ロッテン
- ロブ・コンウェイ